# Государственные награды СССР
Согласно Общему положению об орденах, медалях и почётных званиях СССР, утверждённому Указом Президиума Верховного Совета СССР от 3 июля 1979 года, «ордена, медали и почётные звания СССР являются государственными наградами СССР за особые заслуги в коммунистическом строительстве, защите социалистического Отечества, а также за иные особые заслуги перед Советским государством и обществом». В соответствии с Конституцией СССР, ордена и медали СССР учреждались, а почётные звания СССР устанавливались Президиумом Верховного Совета СССР.
Награждение орденами и медалями СССР, присвоение почётных званий СССР, в соответствии с Конституцией СССР, производилось Президиумом Верховного Совета СССР. Президиум Верховного Совета СССР мог уполномочить Президиумы Верховных Советов союзных республик, Президиумы Верховных Советов автономных республик, другие государственные органы производить награждение граждан от его имени.
Для каждого ордена СССР утверждался свой статут, а для медали и почётного звания СССР — положение. Статуты и положения содержали определение заслуг, за которые производятся награждение орденом, медалью, присвоение почётного звания, а также устанавливали порядок награждения, присвоения, ношения наград и другие правила. Статуты и положения, описания и образцы орденов, медалей, нагрудных знаков к почётным званиям СССР утверждались Президиумом Верховного Совета СССР.
Среди государственных наград СССР выделялись высшие степени отличия СССР. В СССР были установлены следующие высшие степени отличия: звание Героя Советского Союза, звание Героя Социалистического Труда, звание «Город-Герой», звание «Крепость-Герой», звание «Мать-героиня».
Государственные награды СССР отличались от наград Совета министров СССР, ведомственных наград, наград ЦК КПСС, наград ЦК ВЛКСМ и иных государственных органов и организаций в СССР, а также государственных наград республик в составе СССР.

## Группы государственных наград СССР

### Высшие степени отличия СССР
1. звание Героя Советского Союза,
2. звание Героя Социалистического Труда,
3. звание «Город-Герой»,
4. звание «Крепость-Герой»,
5. звание «Мать-героиня»

### Ордена СССР
1. орден «Победа»
2. орден Ленина;
3. орден Октябрьской Революции;
4. орден Красного Знамени;
5. орден Суворова I степени;
6. орден Ушакова I степени;
7. орден Кутузова I степени;
8. орден Нахимова I степени;
9. орден Богдана Хмельницкого I степени;
10. орден Суворова II степени;
11. орден Ушакова II степени;
12. орден Кутузова II степени;
13. орден Нахимова II степени;
14. орден Богдана Хмельницкого II степени;
15. орден Суворова III степени;
16. орден Кутузова III степени;
17. орден Богдана Хмельницкого III степени;
18. орден Александра Невского;
19. орден Отечественной войны I степени;
20. орден Отечественной войны II степени;
21. орден Трудового Красного Знамени;
22. орден Дружбы народов;
23. орден Красной Звезды;
24. орден «За службу Родине в Вооружённых Силах СССР» I степени;
25. орден «За службу Родине в Вооружённых Силах СССР» II степени;
26. орден «За службу Родине в Вооружённых Силах СССР» III степени;
27. орден «Знак Почёта»;
28. орден «За личное мужество»;
29. орден Славы I степени;
30. орден Славы II степени;
31. орден Славы III степени;
32. орден Трудовой Славы I степени;
33. орден Трудовой Славы II степени;
34. орден Трудовой Славы III степени;

### Медали СССР
1. медаль «За отвагу»;
2. медаль Ушакова;
3. медаль «За боевые заслуги»;
4. медаль Нахимова;
5. медаль «За трудовую доблесть»;
6. медаль «За трудовое отличие»;
7. медаль «За доблестный труд (За воинскую доблесть). В ознаменование 100-летия со дня рождения Владимира Ильича Ленина»;
8. медаль «Партизану Отечественной войны» I степени;
9. медаль «Партизану Отечественной войны» II степени;
10. медаль «За отличие в охране государственной границы СССР»;
11. медаль «За отличие в воинской службе» I степени;
12. медаль «За отличие в воинской службе» II степени;
13. медаль «За отличную службу по охране общественного порядка»;
14. медаль «За отвагу на пожаре»;
15. медаль «За спасение утопающих»;
16. медаль «За оборону Ленинграда»;
17. медаль «За оборону Москвы»;
18. медаль «За оборону Одессы»;
19. медаль «За оборону Севастополя»;
20. медаль «За оборону Сталинграда»;
21. медаль «За оборону Киева»;
22. медаль «За оборону Кавказа»;
23. медаль «За оборону Советского Заполярья»;
24. медаль «За победу над Германией в Великой Отечественной войне 1941—1945 гг.»;
25. медаль «Двадцать лет победы в Великой Отечественной войне 1941—1945 гг.»;
26. медаль «Тридцать лет победы в Великой Отечественной войне 1941—1945 гг.»;
27. медаль «Сорок лет победы в Великой Отечественной войне 1941—1945 гг.»;
28. медаль «За победу над Японией»;
29. медаль «За взятие Будапешта»;
30. медаль «За взятие Кёнигсберга»;
31. медаль «За взятие Вены»;
32. медаль «За взятие Берлина»;
33. медаль «За освобождение Белграда»;
34. медаль «За освобождение Варшавы»;
35. медаль «За освобождение Праги»;
36. медаль «За доблестный труд в Великой Отечественной войне 1941—1945 гг.»;
37. медаль «Ветеран труда»;
38. медаль «Ветеран Вооруженных Сил СССР»;
39. медаль «За укрепление боевого содружества»;
40. медаль «За восстановление предприятий чёрной металлургии Юга»;
41. медаль «За восстановление угольных шахт Донбасса»;
42. медаль «За освоение целинных земель»;
43. медаль «За строительство Байкало-Амурской магистрали»;
44. медаль «За преобразование Нечерноземья РСФСР»;
45. медаль «За освоение недр и развитие нефтегазового комплекса Западной Сибири»;
46. медаль «XX лет РККА»;
47. медаль «30 лет Советской Армии и Флота»;
48. медаль «40 лет Вооружённых Сил СССР»;
49. медаль «50 лет Вооружённых Сил СССР»;
50. медаль «60 лет Вооружённых Сил СССР»;
51. медаль «70 лет Вооружённых Сил СССР»;
52. медаль «50 лет советской милиции»;
53. медаль «В память 800-летия Москвы»;
54. медаль «В память 250-летия Ленинграда»;
55. медаль «В память 1500-летия Киева»;
56. медаль «За безупречную службу» I степени;
57. медаль «За безупречную службу» II степени;
58. медаль «За безупречную службу» III степени[3][4][5].

## Размещение лент на планках
Примеры правильного размещения лент орденов и медалей СССР на планках:
| Орден Красной Звезды — 1943 | Медаль «За отвагу» (СССР) — 1944 |  | Медаль «За победу над Германией в Великой Отечественной войне 1941—1945 гг.» |

| Орден Ленина | Орден Октябрьской Революции | Орден Красного Знамени | Орден Суворова I степени |

| Орден Отечественной войны I степени | Орден Красной Звезды | Медаль «За отвагу» (СССР) | Медаль «За боевые заслуги» |

| Медаль «За оборону Ленинграда» | Медаль «За победу над Германией в Великой Отечественной войне 1941—1945 гг.» |  |  |

|  |  | Медаль «За взятие Берлина» |

| Медаль «Ветеран труда» |

|  |